# Helsingin Toverit
Helsingin toverit ("Helsingfors kamrater"), förkortades HT, var en finländsk idrottsförening från Helsingfors i Nyland. 
Toverit hade huvudsakligen verksamhet i Hermanstad och Vallgård. Klubben bedrev backhoppning, boboll, boxning, fotboll, friidrott, ishockey och orientering. Toverit blev finländska mästare i fotboll 1942 efter finalseger över Sudet från Viborg. Laget vann även brons 1934, 1935 och 1939.